# Кошнево (Локнянський район)
Кошнево (рос. Кошнево (Кошнево-Айдаровское)) — присілок в Локнянському районі Псковської області Російської Федерації.
Населення становить 4 особи. Входить до складу муніципального утворення Самолуковская волость.

## Історія
Від 2015 року входить до складу муніципального утворення Самолуковская волость.

## Населення
| 2001 | 2002 | 2010 |
| ---- | ---- | ---- |
| 7    | ↗10  | ↘4   |